# Adel Mechaal
Adel Mechaal, född 5 december 1990 i Marocko, är en spansk medel- och långdistanslöpare.

## Karriär
Mechaal tävlade i två grenar för Spanien vid olympiska sommarspelen 2016 i Rio de Janeiro. Han blev utslagen i försöksheatet på både 1 500 och 5 000 meter.
Vid olympiska sommarspelen 2020 i Tokyo slutade Mechaal på 5:e plats på 1 500 meter. I mars 2023 vid inomhus-EM i Istanbul tog han silver på 3 000 meter och besegrades endast av norska Jakob Ingebrigtsen.